# Nolan Foote
Nolan Foote, född 29 november 2000, är en kanadensisk-amerikansk professionell ishockeyforward som är kontrakterad till New Jersey Devils i National Hockey League (NHL). och spelar för Binghamton Devils i American Hockey League (AHL). Han har tidigare spelat för Kelowna Rockets i Western Hockey League (WHL).
Foote draftades av Tampa Bay Lightning i första rundan 2019 års draft som 27:e totalt.
Han är son till Adam Foote, som spelade själv i NHL och vann två Stanley Cup, och yngre bror till Cal Foote, som spelar för Tampa Bay Lightning i NHL.

## Statistik
| 2014–2015  | Colorado Thunderbirds | T1EHL      | 4   | 1  | 3  | 4   | 0   | —  | — | — | —  | — |
|            | Colorado Thunderbirds |            | 15  | 18 | 12 | 30  | 38  | —  | — | — | —  | — |
| 2015–2016  | Colorado Thunderbirds | T1EHL      | 32  | 18 | 20 | 38  | 10  | 3  | 0 | 0 | 0  | 0 |
| 2016–2017  | Kelowna Rockets       | WHL        | 52  | 19 | 16 | 35  | 25  | 17 | 2 | 6 | 8  | 4 |
| 2017–2018  | Kelowna Rockets       | WHL        | 50  | 13 | 27 | 40  | 31  | 4  | 1 | 1 | 2  | 4 |
| 2018–2019  | Kelowna Rockets       | WHL        | 66  | 36 | 27 | 63  | 62  | —  | — | — | —  | — |
| 2019–2020  | Kelowna Rockets       | WHL        | 27  | 15 | 18 | 33  | 49  | —  | — | — | —  | — |
| 2020–2021  | New Jersey Devils     | NHL        | 1   | 0  | 1  | 1   | 0   | —  | — | — | —  | — |
|            | Binghamton Devils     | AHL        | 20  | 6  | 10 | 16  | 6   | —  | — | — | —  | — |
| NHL totalt | NHL totalt            | NHL totalt | 1   | 0  | 1  | 1   | 0   | —  | — | — | —  | — |
| WHL totalt | WHL totalt            | WHL totalt | 195 | 83 | 88 | 171 | 167 | 21 | 3 | 7 | 10 | 8 |

### Internationellt
| Källa: Uppdaterad: 2021-04-19 | Källa: Uppdaterad: 2021-04-19 | Källa: Uppdaterad: 2021-04-19 |         | Utv = Utvisningsminuter | Utv = Utvisningsminuter | Utv = Utvisningsminuter | Utv = Utvisningsminuter | Utv = Utvisningsminuter |
| År                            | Lag                           | Mästerskap                    | Matcher | Mål                     | Assists                 | Poäng                   | Utv                     |                         |
| ----------------------------- | ----------------------------- | ----------------------------- | ------- | ----------------------- | ----------------------- | ----------------------- | ----------------------- | ----------------------- |
| 2017                          | Kanada                        | Ivan Hlinka                   | 5       | 1                       | 1                       | 2                       | 0                       |                         |
| 2020                          | Kanada                        | JVM                           | 7       | 3                       | 2                       | 5                       | 29                      |                         |
| Junior totalt                 | Junior totalt                 | Junior totalt                 | 12      | 4                       | 3                       | 7                       | 29                      |                         |